# Radar AI Mark IV
Il radar Airborne Interception Mark IV (AI Mk.IV), prodotto negli Stati Uniti come SCR-540, è stato il primo sistema radar aria-aria operativo al mondo.
Il primi modelli Mk.III apparvero nel luglio 1940 su bombardieri leggeri Bristol Blenheim appositamente modificati, mentre il definitivo Mk.IV raggiunse un'ampia diffusione sul caccia pesante Bristol Beaufighter all'inizio del 1941. Sul Beaufighter, il Mk.IV probabilmente giocò un ruolo nel porre fine alla campagna di bombardamenti notturni "The Blitz" della Luftwaffe tra la fine del 1940 e l'inizio del 1941.

## Sviluppo
Lo sviluppo iniziale sul tema dei combattimenti notturni fu stimolato da Henry Tizard nel 1936. Robert Watt, direttore delle attività di ricerca sui radar, incaricò il fisico Edward George "Taffy" Bowen di formare una squadra per studiare il problema dell'intercettazione aerea. Il team aveva allestito un banco di prova, ma i progressi furono ritardati di quattro anni a causa di trasferimenti, progetti abbandonati e il rapporto sempre più aspro tra Bowen e Albert Percival Rowe, il sostituto di Watt. Alla fine, Bowen fu costretto a lasciare la squadra proprio mentre il progetto era in fase di sviluppo.
La serie Mk.IV operava ad una frequenza di circa 193 MHz e consentiva il rilevamento di aerei di grandi dimensioni in un raggio di circa 6 km. Aveva numerose limitazioni operative: la portata massima aumentava con l'altitudine dell'aereo e la portata minima era appena sufficiente da consentire al pilota di vedere il bersaglio. Fu solo con la crescente competenza degli equipaggi e con l'installazione di nuovi sistemi radar a terra dedicati alle attività di intercettazione, che i tassi di intercettazione iniziarono ad aumentare.
Il Mk.IV fu utilizzato in prima linea solo per un breve periodo. L'introduzione del magnetron a cavità nel 1940 portò a rapidi progressi nei radar a microonde, che offrivano una precisione molto maggiore ed erano efficaci anche a basse altitudini. Il prototipo Mk.VII iniziò a sostituire il Mk.IV alla fine del 1941, e l'AI Mk.VIII ha relegato definitivamente il Mk.IV ai compiti di seconda linea nel 1943.